# Rychtářov (Brloh)
Rychtářov (německy Richterhäuser) je malá vesnice, část obce Brloh v okrese Český Krumlov. Nachází se asi 1,5 km na jih od Brlohu. Je zde evidováno 15 adres.
Rychtářov leží v katastrálním území Janské Údolí o výměře 13,76 km².

## Historie
První písemná zmínka o vesnici pochází z roku 1690.